# Ludwig Mettendaf
Ludwig Mettendaf is een Surinaams bestuurder. Hij was van 2016 tot 2020 districtscommissaris van Boven Coppename.

## Biografie
Ludwig Mettendaf maakte medio mei 2016 deel uit van een groep die in training ging voor het ambt van districtscommissaris (dc). Vervolgens werd hij op 2 november 2016 beëdigd en werd hem de dag erna het ressort Boven Coppename toegewezen. Tijdens zijn bestuur werden de medische posten overgedragen van de Medische Zending naar het Mungra Streekziekenhuis Nickerie. In januari 2018 nam hij een ambulanceboot in ontvangst.
Toen begin 2018 de brug bij Witagron op instorten stond, sloot hij die voor vrachtverkeer. De brug had te lijden gehad onder vrachtwagens met houtblokken die zwaarder waren dan de toegestane 8 ton. Mettendaf liet de brug eerst bewaken door de politie en toen dat niet meer gebeurde namen burgers dit initiatief zelf in handen. Volgens de burgers zou de dc sommige houttrucks toch schriftelijke toestemming hebben gegeven om de brug te gebruiken. Mettendaf (NDP) reageerde dat de burgers er Junglecommando-achtige activiteiten op na hielden. Volgens hem zouden de burgers truckers afgeperst hebben en tot 1500 SRD voor een overtocht hebben gevraagd. Niettemin stelde hij alsnog een algeheel verbod voor de overtocht van houttrucks in en liet hij een landingsplaats bij Tjakkatjakkaston inrichten voor het transport van houtblokken over de rivier. In oktober 2019 barricadeerden de bewoners de brug opnieuw omdat er weer zwaar transport over de brug plaats vond. Het zware materieel in dit gebied behoorde volgens de bewoners toe aan Yokohama, Abrahams en Parmessar. In januari 2020 was de staat van de brug inmiddels zo verslechterd, dat het dek op een bepaalde plek het water raakte als er een truck overheen reed.
Op 28 december 2018 vond een bootongeluk op de Coppename plaats waarbij acht kinderen en vier vrouwen om het leven kwamen, van wie er twee zwanger waren. In Suriname werd op 3 januari 2019 een dag van nationale rouw uitgeroepen.
In augustus 2020 werd hij opgevolgd door Walter Bonjaski.